# Колосок, Владимир Васильевич
Владимир Васильевич Колосок - советский хозяйственный, государственный и политический деятель.

## Биография
Родился в 1925 году в Нежине. Член ВКП(б).
С 1942 года - на хозяйственной, общественной и политической работе. В 1942-1985 гг. — скотник в одном из колхозов Воронежской области, слесарь автотранспортного цеха, контролер, техник-исследователь отдела организации труда, мастер листопрокатного цеха № 2, начальник смены, заместитель председатель профкома Магнитогорского металлургического комбината, заведующий промышленно-транспортным отделом, секретарь, 2-й, 1-й секретарь Магнитогорского горкома КПСС, председатель Челябинского областного совета профсоюзов.
Избирался депутатом Верховного Совета РСФСР 8-го и 9-го созывов.